# Sisyrinchium minus
Sisyrinchium minus är en irisväxtart som beskrevs av Georg George Engelmann och Asa Gray. Sisyrinchium minus ingår i släktet gräsliljor, och familjen irisväxter.

## Underarter
Arten delas in i följande underarter:
- S. m. everrucosum
- S. m. minus